# تخم‌زنده‌زایی
تخم‌زنده‌زایی (به انگلیسی: Ovoviviparity) نوعی از تولیدمثل است که به عنوان پلی میان زنده‌زایی و تخم‌گذاری شناخته می‌شود. جنین‌های جانوران تخم‌زنده‌زا، در داخل تخم رشد می‌کنند؛ اما این تخم‌ها تا زمان خروج جنین از تخم، در بدن مادر باقی می‌مانند.
بچه‌های برخی از دوزیستان تخم‌زنده‌زا مانند قورباغه نیش‌دار، به صورت لارو متولد می‌شوند و در خارج از بدن مادر دچار دگردیسی می‌شوند. اعضای جنس‌های نکتوفرینوئید و الوتروداکتیلوس بچه قورباغه‌هایی را دارند که نه تنها در داخل بدن مادر از تخم بیرون می‌آیند، بلکه همه دگردیسی‌های آشکارشان هم در داخل بدن مادر قبل از تولد کامل می‌شوند.
در میان حشراتی که به بهره‌برداری فرصت طلبانه از منابع غذایی گذرا وابسته هستند، مانند بسیاری از سارکوفاگیداها و دیگر مگس‌های مردار، و گونه‌هایی مانند بسیاری از کالیفوریداها که به سرگین تازه متکی هستند، و انگل‌هایی مانند مگس‌های تاچینید که نیاز دارند هرچه سریعتر به بدن میزبان وارد شوند، جنین‌ها معمولاً تا اولین مرحله لاروی در داخل دستگاه تناسلی مادر رشد می‌کنند و درست قبل از تخم‌گذاری یا تقریباً بلافاصله پس از آن بیرون می‌آیند.

## فرایند تخم‌زنده‌زایی
حیوانات تخم‌زنده‌زا از این لحاظ شبیه گونه‌های زنده‌زا هستند که در آنها لقاح داخلی وجود دارد و بچه‌هایشان زنده به دنیا می‌آیند، اما تفاوتشان اینجاست که در آنها بین مادر و جنین ارتباط جفتی وجود ندارد و جنین‌های متولد نشده از زرده تخم خودشان تغذیه می‌شوند؛ البته باز هم بدن مادر تبادل گاز را برای جنین‌ها فراهم می‌کند.
در برخی گونه‌ها، جنین‌ها حین رشد درون بدن مادر، تنها به زرده متکی هستند. این حالت به عنوان «زنده‌زایی کیسه‌زرده‌ای» شناخته می‌شود که یک نوع لسیتوتروفی (بدون تغذیه مادری) است. گونه‌های دیگری هم هستند که نوعی لسیتوتروفی همراه با ماتروتروفی (تغذیه مادری) را نشان می‌دهند، به این صورت که جنین ذخایر زرده خود را در اوایل بارداری تمام می‌کند و پس از آن مادر تغذیه اضافی را فراهم می‌کند. این تغذیه اضافی ممکن است به شکل تخمک‌های بارور نشده (تخمک‌خواری داخل رحمی) یا ترشحات رحمی (هیستوتروفی)، یا از طریق جفت تحویل داده شود. از بین این حالات به دو حالت اول می‌گویند «زنده‌زایی هیستوتروف» یا «زنده‌زایی بدون جفت».

## مقایسه انواع تولیدمثل
شیوه‌های تولید مثل بر اساس روابط بین زیگوت و والدین تقسیم‌بندی می‌شوند:
اوول‌زایی: شامل لقاح خارجی، مانند بندپایان، بسیاری از ماهیان استخوانی و بیشتر دوزیستان
اووم‌زایی: شامل لقاح داخلی، به شکلی که جانور ماده زیگوت‌ها را به صورت تخم‌هایی همراه با ذخیره زرده‌ای قابل توجه رها می‌کند.
تخم‌زنده‌زایی: می‌تواند به‌عنوان شکلی از تخم‌گذاری در نظر گرفته‌شود که طی آن زیگوت‌ها در بدن ماده یا در بدن نر حفظ می‌شوند، اما هیچ تعامل تغذیه‌ای بین زیگوت و والدین وجود ندارد. این در کرم کلمره یافت می‌شود. در اسب‌های دریایی، زیگوت‌ها در مارسوپیوم شکمی والد نر باقی می‌مانند. در قورباغه داروینی، زیگوت‌ها در کیسه صوتی رشد می‌کنند. در قورباغه روباتراکوس، زیگوت‌ها در معده رشد می‌کنند.

## تخم‌لاروزایی
برخی از حشرات، به‌ویژه مگس‌های تاچینید، تخم‌لاروزا هستند، به این معنی که جنین‌ها در حالی که هنوز داخل مجرای تخمکی مادر هستند، تا اولین مرحله لاروی در داخل تخم‌ها رشد می‌کنند. در نتیجه، لاروها سریعتر از تخم بیرون می‌آیند، گاهی اوقات بلافاصله پس از خروج تخم از بدن مادر، لاروها از تخم‌شان خارج می‌شوند و می‌توانند بلافاصله شروع به تغذیه کنند. این پدیده مشابه لاروزایی است که در آن لاروها قبل از خروج از بدن مادر، از تخم بیرون می‌آیند. ضخامت بسیار کم و شفافیت تخم‌های برخی گونه‌های تخم‌لاروزا، ممکن است باعث شود به اشتباه به عنوان لاروزا شناسایی شوند.

## انتقادات و کاربردهای اشتباه
فقدان یک اصطلاح کاملاً تعریف شده، منجر به سوءاستفاده گسترده از اصطلاح تخم‌زنده‌زایی در ادبیات زیست‌شناختی شد. تخم‌زنده‌زایی را هم برای توصیف اشکال تأخیری تولیدمثل تخم‌گذاری به‌کار برده‌اند، هم برای آن دسته از گونه‌های زنده‌زا که مواد مغذی جنین‌شان را مادر تأمین می‌کند، اما از جفت استفاده نمی‌کنند. این سوءاستفاده گسترده منجر به سردرگمی در مورد منظور نویسندگان قبلی هنگام استفاده از نام تخم‌زنده‌زایی شده‌است. رویه مدرن پیشنهاد می‌کند که تعاریف اختصاصی‌تری از تخم‌گذاری‌ها و زنده‌زایی‌های لسیتوتروفیک و ماتروتروفیک، ارائه شود تا با تخم‌زنده‌زایی اشتباه نشوند.